# Klaus Ebner
Klaus Ebner, avstrijski pisatelj in prevajalec, * 8. avgust 1964, Dunaj, Avstrija.

## Biografija
Med študijem romanske in nemške filologije ter prevodoslovja v osemdesetih letih dvajsetega stoletja na dunajski univerzi, je Klaus Ebner delal z literarnim združenjem ter sodeloval pri ustvarjanju dunajskega literarnega časopisa. Kasneje se je lotil različnih poklicnih dejavnosti; prevodi, izvedba jezikovnih tečajev in sodelovanje v IT-oblikovalnih projektih. V devetdesetih letih je avtor sestavljal področno izvirno delo ter stvarne knjige za teme software in računalniška omrežja.
Po zaključku šolanja so nastajala kratka prozna dela, lirika, radijske igre in publikacije v literarnem in kulturnem časopisju. Literarne objave v časopisju in antologijah so po letu 2004 postajale pogostejše. Klaus Ebner ustvarja prozo (romani, pripovedke, kratke zgodbe), eseje in liriko. Delo Pesmi je napisal v katalonščini. S podporo štipendije za literaturo avstrijske vlade (Ministrstvo za poučevanje, umetnost in kulturo) je leta 2007 nastal eno potovalni-esej v pirenejski državi Andora.
Klaus Ebner živi in dela na Dunaju in je član avtorskega združenja Grazer Autorinnen Autorenversammlung (GAV) ter pisateljskega združenja Österreichischer Schriftstellerverband (ÖSV).

## Nagrade in odlikovanja
- 2008 Delovna štipendija avstrijske vlade
- 2007 Wiener Werkstattpreis 2007, Dunaj
- 2007 Vožna štipendija za literaturo avstrijske vlade
- 2007 Menzione pri mednarodne nagrade pesme Nosside, Reggio Calabria
- 2005 Feldkircher Lyrikpreis (4. mesto)
- 2004 La Catalana de Lletres 2004, omejeni in vključiten v antologijo in tekmo literature, Barcelona
- 1988 Avstrijska Mladostna Nagrada pri banki Die Erste za roman Nils
- 1984 Nagrada Radijske Igre za literarni časopis Texte (3. mesto)
- 1982 Avstrijska Mladostna Nagrada pri banki Die Erste za novello Das Brandmal

## Dela
- Blaus, pesme (v katalonščini) — založba Pagès, Lleida 2015
- Ohne Gummi, proza — založba Arovell, Gosau 2013
- Andorranische Impressionen, esej — založba Wieser, Celovec 2011
- Dort und anderswo, eseji — založba Mitter, Wels 2011
- Vermells, pesme (v katalonščini) — založba SetzeVents Editorial, Urús 2009.
- Hominide; pripovedka — založba FZA Verlag, Dunaj 2008; založba Wieser, Celovec 2016.
- Auf der Kippe, proza — založba Arovell Verlag, Gosau 2008.
- Lose, pripovedki — založba Edition Nove, Neckenmarkt 2007.

## Prispevki v antologijah
- Die Stadt und das Meer ("Mesto in morje"); esej, v: Reisenotizen, FAZ Verlag, Dunaj 2007, ISBN 978-3-9502299-4-3
- Das Begräbnis ("Pogreb"); pripovedka, v: Kaleidoskop, Edition Atelier, Dunaj 2005, ISBN 3-902498-01-3
- El perquè de tot plegat; katalonski pesem, v: La Catalana de Lletres 2004, Cossetània Edicions, Barcelona 2005, ISBN 84-9791-098-2
- Island ("Islandija"); pesem, v: Vom Wort zum Buch, Edition Doppelpunkt, Dunaj 1997, ISBN 3-85273-056-2
- Träume ("Sanje"); proza, v: Junge Literatur aus Österreich 85/86, Österreichischer Bundesverlag, Dunaj 1986, ISBN 3-215-06096-5